# Emilio Brugalla Turmo

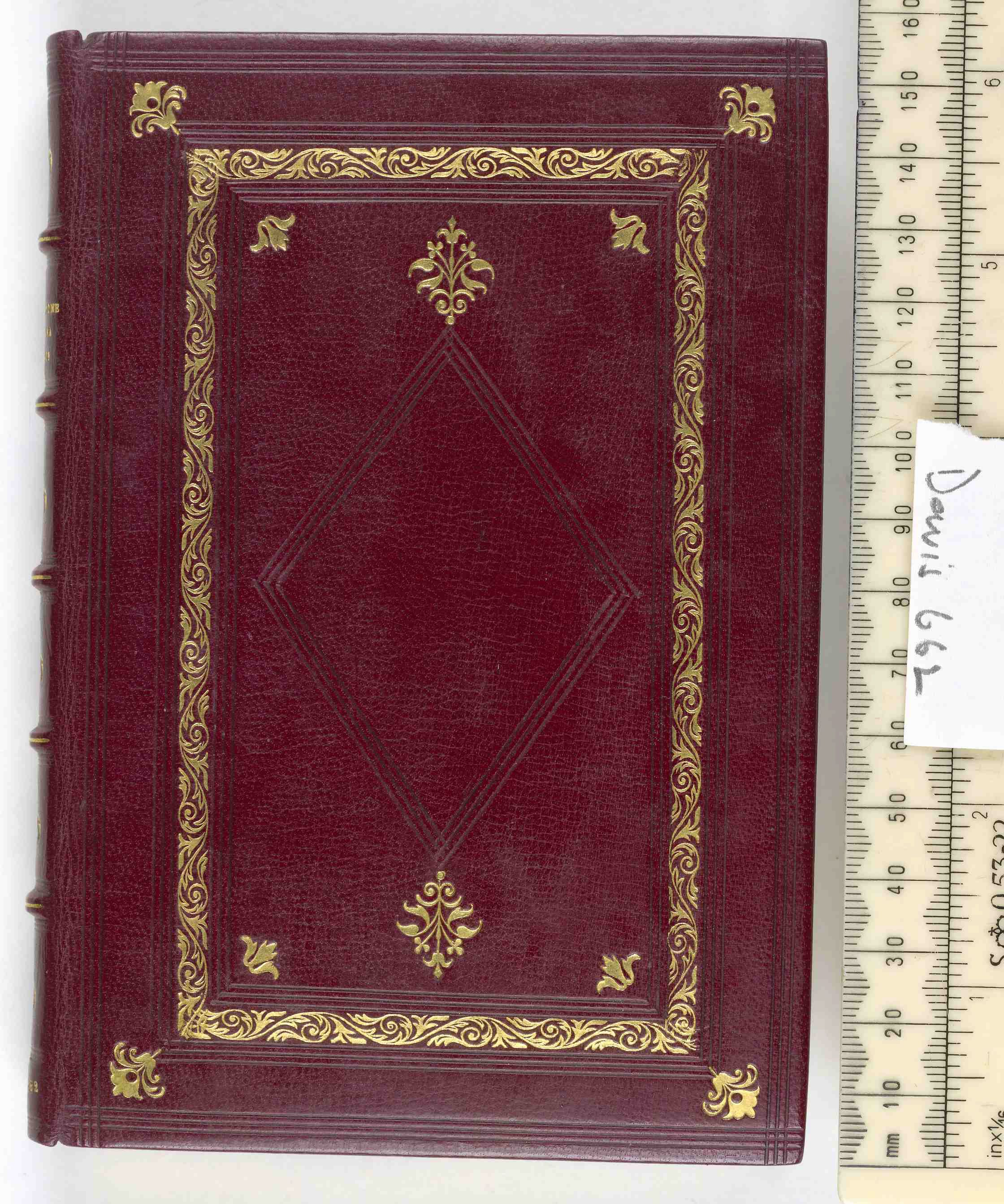
Encuadernación de Brugalla de los años 30. De persecutione Anglicana libellus, de Robert Parson

Emilio Brugalla Turmo (en catalán Emili Brugalla i Turmo) (Barcelona, Cataluña, 1901 - Barcelona. 1987) fue un reconocido encuadernador español. 
El 1913 comenzó a aprender en los talleres de encuadernación de Gibert Reig i Trillas, mientras estudiaba en el Instituto Catalán de las Artes del Libro con Ramon Miquel i Planas y en la Escola d'Arts i Oficis i Belles Arts, donde aprende el dorado manual y la encuadernación bibliófila de maestro Hermenegild Alsina i Munné.
En 1921 fue a estudiar a París con su maestro. En 1923 vuelve a Barcelona y organiza una sección de encuadernación de arte en la librería Subirana, especializada en libros religiosos, que le va a permitir obtener un gran premio en la Exposición Internacional de Barcelona 1929. 
En 1931 se instaló en su propio taller desde donde se propone divulgar los valores de la encuadernación artística, al mismo tiempo que imparte clases en la Escuela Industrial de Barcelona y Escuela de Bibliotecarios. Imparte conferencias en el Fomento de las Artes Decorativas de Barcelona y también en Madrid. En 1945 obtuvo la medalla del Primer Certamen de Arte Decorativo celebrado en Palma de Mallorca; posteriormente intervino en el congreso de encuadernadores de Estocolmo de 1966 y en el de Ascona (Suiza) en 1967 con trabajos publicados y glosados por destacadas autorizaciones en revistas especializadas como La Reliure, Craft Horizon, The Penrose Anual, Allegemeniner zur Buch-Binderein y Bokbinderi Idkaren. 
Fue miembro de la Real Academia de Ciencias y Artes de Barcelona (1966), académico de la Academia de Bellas Artes de San Fernando (1978) y miembro de honor del Designer Bookbinders de Londres el 1937. En 1982 recibió el Premio Creu de Sant Jordi. En 1983 recibió la Medalla de Oro al mérito en las Bellas Artes.

## Obras
- Tres ensayos sobre el arte de la encuadernación (1945)
- La encuadernación en París en las avanzadas del Arte Moderno (1954)
- El Arte en el Libro y en la Encuadernación (1973)